# 우무섬
우무섬은 경상남도 사천시 서포면에 있는 섬이다. '우무도'라고도 한다. 특정도서로 지정하여 관리되고 있다.

## 특정도서
우무섬은 파식대와 해식애의 파식지형을 보여주고 있으며, 자연경관이 우수하고 소나무군락의 식생이 양호하여 독도 등 도서지역의 생태계보전에 관한 특별법에 의거 특정도서로 지정되었다.
- 지정번호 : 제120호
- 면적 : 13,587m2
- 지번 : 경상남도 사천시 서포면 내구리 산86